# Synagoge Óbuda

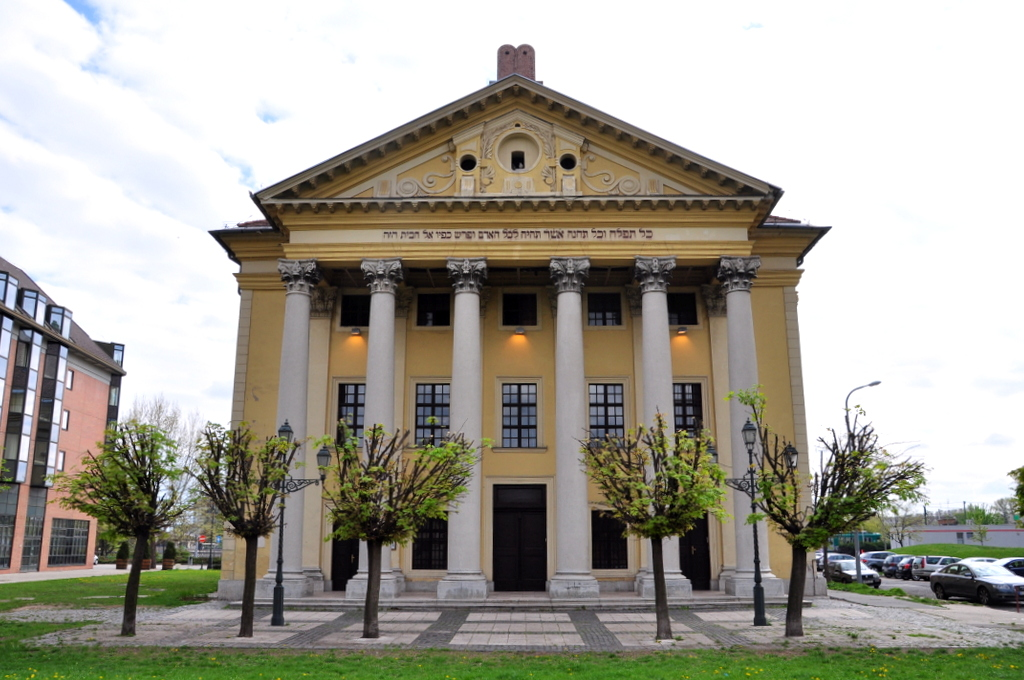
Synagoge in Óbuda

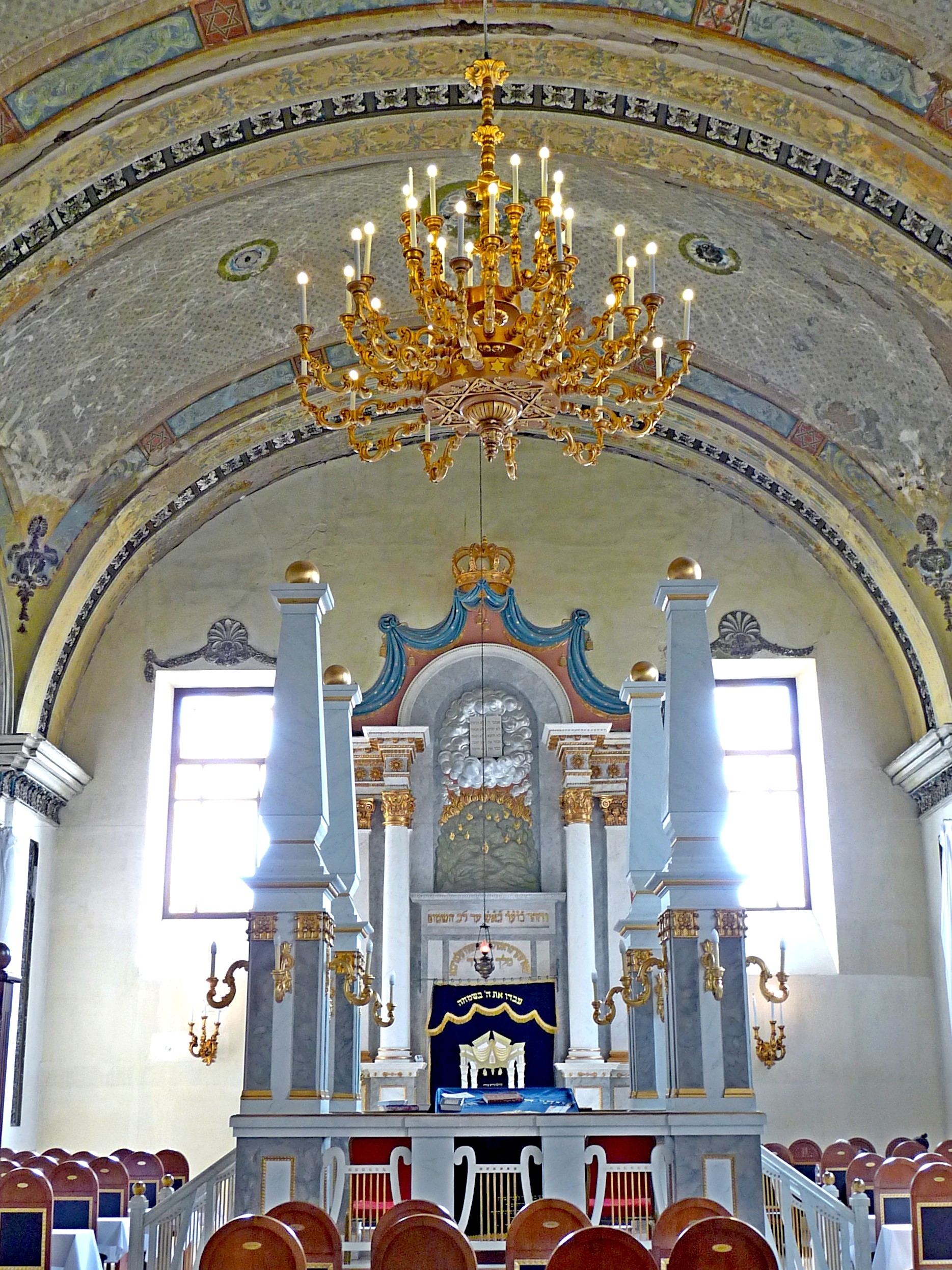
Innenansicht

Die Synagoge in Óbuda, dem III. Bezirk der ungarischen Hauptstadt Budapest, wurde 1820/21 errichtet. Die Synagoge in der Lajos utca ist ein geschütztes Kulturdenkmal.
Das jüdische Gebetshaus im Stil des Klassizismus wurde nach Plänen des Architekten András Landherr errichtet. Der Portikus wird von sechs Säulen getragen. Auf dem Tympanon sind die Gesetzestafeln dargestellt.
Das Synagogengebäude wurde viele Jahre vom ungarischen Fernsehen als Studio genutzt. Im Jahr 2010 wurde es mit Unterstützung des US-amerikanischen Geschäftsmanns George Rohr von der jüdischen Gemeinde Egységes Magyar Izraelita Hitközség (Vereinte Glaubensgemeinde der Israeliten in Ungarn, EMIH) gekauft. Am 5. September 2010 erfolgte die erneute Einweihung als Synagoge, 2016 konnte der nach früheren Fotos wiederhergestellte Innenraum präsentiert werden. Die heutige Gemeinde ist jüdisch-orthodox, Oberrabbiner ist Slomó Köves.